# 弁天沼 (北海道)
 弁天沼（べんてんぬま）は、北海道苫小牧市にある湖沼。面積は約34ha。ラムサール条約の指定を受けたウトナイ湖の南側に位置し、ウトナイ湖同様、多くの鳥類の繁殖、中継地となっている。

## 概要
かつてはウトナイ湖などとともに、樽前山山麓の地帯で大湿地帯を形成していたが、沼沢地の遷移過程で乾燥が進んだこと、20世紀初頭からの開拓による耕作地への転用などにより急速に面積を縮小させ現在の形となっている。1960年代からは、苫小牧東部開発計画における工業団地の敷地内に組み込まれたが、昭和49年の石油危機によって企業誘致が失敗に終わったため豊かな自然が残る結果となった。
沼周辺の土地は（株）苫東が管理しているが、弁天沼へは自由に立ち入りが可能となっている。

## 治水事業の影響
かねてより、隣接する安平川において、北海道により安平川河川整備計画が策定され治水事業計画が検討されてきた。計画では、同沼を含めた形での河道内調整地が計画されている。

## 鳥獣保護区設定の是非
沼がシマアオジ（環境省レッドリストの絶滅危惧IA類（CR）） 、チュウヒ（環境省レッドリストの絶滅危惧IB類（EN）） 、アカモズ、オオジシギなどの繁殖地となっていること、また、渡り鳥の雁のほかオオワシやオジロワシも飛来することから、弁天沼一帯を鳥獣保護区にする検討がなされてきた。しかし沼一帯はエゾシカの一大生息地でもあり、鳥獣保護区に設定した場合には、エゾシカがさらに大繁殖して一帯の森林や農業において食害が進行し、大きな影響が生じる恐れがあることなどを理由に設定が見送られている。